# Diamond Dixon
Diamond Dixon (ur. 29 czerwca 1992) – amerykańska lekkoatletka specjalizująca się w biegach sprinterskich.
W 2010 wraz z koleżankami zdobyła złoto mistrzostw świata juniorów w sztafecie 4 x 400 metrów, a w kolejnym sezonie była dwukrotną medalistką mistrzostw panamerykańskich w gronie juniorów (srebro na 400 metrów oraz złoto w biegu rozstawnym 4 x 400 metrów) oraz wywalczyła brązowy medal uniwersjady w biegu na 400 metrów. Na młodzieżowych mistrzostwach strefy NACAC (U-23) w 2012 wywalczyła złoto w sztafecie. Podczas igrzysk olimpijskich w Londynie była członkinią sztafety 4 x 400 metrów (wystąpiła w biegu eliminacyjnym), która zdobyła złoty medal. 
Stawała na podium mistrzostw National Collegiate Athletic Association.
Rekord życiowy w biegu na 400 metrów: 50,88 (24 czerwca 2012, Eugene).

## Osiągnięcia
| Rok  | Impreza                              | Miejsce  | Konkurencja             | Lokata     | Wynik           |
| ---- | ------------------------------------ | -------- | ----------------------- | ---------- | --------------- |
| 2010 | Mistrzostwa świata juniorów          | Moncton  | sztafeta 4 x 400 metrów | 1. miejsce | 3:31,20         |
| 2011 | Mistrzostwa panamerykańskie juniorów | Miramar  | bieg na 400 metrów      | 2. miejsce | 53,10           |
| 2011 | Mistrzostwa panamerykańskie juniorów | Miramar  | sztafeta 4 x 400 metrów | 1. miejsce | 3:34,71         |
| 2011 | Uniwersjada                          | Shenzhen | bieg na 400 metrów      | 3. miejsce | 52,76           |
| 2012 | Młodzieżowe mistrzostwa NACAC        | Irapuato | sztafeta 4 x 400 metrów | 1. miejsce | 3:28,64         |
| 2012 | Igrzyska olimpijskie                 | Londyn   | sztafeta 4 x 400 metrów | 1. miejsce | 3:22,09 (elim.) |